# Charvaka
Charvaka (Sanskriet: चार्वाक; IAST: cārvāka) of lokayata (IAST: lokāyata) was een materialistische en atheïstische school in India. Oorspronkelijk zou deze filosofie zijn opgetekend in de Brhaspati-soetra rond het jaar 600 v.Chr., maar dit is vooral bekend uit de purvapaksa's van brahmaanse, boeddhistische en jaïnische tegenstanders. Een purvapaksa was een uiteenzetting van het standpunt van de tegenstander en hoewel dit zo getrouw mogelijk moet worden weergegeven, geven deze teksten toch vooral een negatief beeld. Het enige mogelijke werk dat is overgeleverd is Tattvopaplavasimha van Jayarashi Bhatta. De filosofie kende na 1000 nauwelijks nog aanhangers.
Charvaka verwierp het idee van een andere wereld aangezien deze onbewijsbaar is. Daartoe behoorden de Veda's, de bijbehorende rituelen en het bovennatuurlijke , alsook de ziel. Dat gold ook voor Dharma en moksha, twee van de purushartha, de vier vedische doelen. Artha (welstand) en vooral kama (plezier) waren wel nastrevenswaardig. Naast de afwijzing van deze vedische doelen werden ook ideeën uit Groter Magadha zoals karma en samsara afgewezen.
In plaats daarvan kwam alles voort uit de vier materiële elementen, ook de geestelijke processen. Het had dan ook geen zin om afstand te doen van de aardse genoegens. In plaats van geheime rituelen die uitgevoerd werden door een kleine elite, werden grootschalige debatten gehouden voor de groeiende aanhang. Uiteindelijk wist deze school van nee-zeggers of (nastika) niet overeind te blijven, maar het droeg wel bij aan een ontwikkeling van scholen waarbij anderen dan de brahmanen de hoofdrol speelden.
Door de afwijzing van de andere wereld was deze school niet alleen voor het brahmanisme een bedreiging, maar ook voor het boeddhisme en het jaïnisme en al deze scholen bekritiseerden charvaka dan ook. Charvaka werd wel afgeschilderd als anti-vedisch, maar de critici die dit stelden leefden enkele eeuwen na het verdwijnen van charvaka en hadden geen directe kennis van werken van deze leer. Het resulteerde echter wel in een zeer negatief beeld van charvaka.
Hoewel de leer waarschijnlijk een tegenreactie was op de dominantie van de brahmanen en de vedische rituelen, worden meerdere prominente charvaka's in enkele kritieken brahmanen genoemd. Van oorsprong was de leer waarschijnlijk dan ook een brahmaanse school. En al golden de Veda's niet als pramana of bewijs, passage 2.4.12 uit de Brihadaranyaka -Upanishad werd wel aangehaald door charvaka's, aangezien daarin wordt gesteld dat er na de dood geen bewustzijn is. Mogelijk was de afwijzing van een andere wereld dan ook meer een afwijzing van de nieuwe concepten van karma en wedergeboorte dan een afwijzing van de Veda's. Daarmee vertoont de school overeenkomsten met die van mimamsa. Waar het brahmanisme uiteindelijk echter de nieuwe begrippen uit Magadha om wist te vormen en in te passen, verloor het in dat opzicht orthodoxe charvaka de strijd tegen deze concepten en verdween. Tot het echter zover was, bleef het in het eerste millennium van de jaartelling een belangrijke school.